# Marina Canetta
Marina Canetta, född 1 april 1989, är en brasiliansk bågskytt. Hon deltog vid olympiska sommarspelen 2016.